# Nelima apenninica
Nelima apenninica is een hooiwagen uit de familie Sclerosomatidae.